# Control automático de ganancia

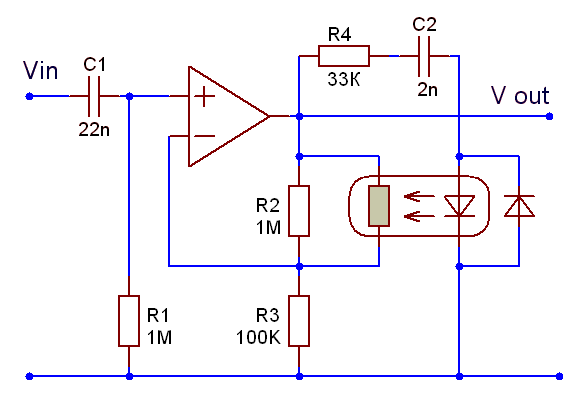
Esquema de un CGA utilizado en la red telefónica analógica; la retroalimentación desde el nivel de salida al de ganancia se efectúa a través de un optoaislador resistivo Vactrol

El control automático de ganancia (CAG), es un circuito regulador de retroalimentación en un amplificador o cadena de amplificadores, cuyo propósito es mantener una amplitud de señal adecuada en su salida, a pesar de la variación de la amplitud de la señal en la entrada. El nivel de señal de salida promedio o pico se usa para ajustar dinámicamente la ganancia de los amplificadores, lo que permite que el circuito funcione satisfactoriamente con un mayor rango de niveles de señal de entrada. Se utiliza en la mayoría de los receptores de radio para igualar el volumen promedio (la sonoridad) de diferentes estaciones de radio, compensando el efecto de las diferencias en la intensidad de la señal recibida, así como de las variaciones en la señal de radio de una sola estación debidas al desvanecimiento. Sin CAG, el sonido emitido por un receptor de radio AM variaría en gran medida de entre una señal débil y una fuerte; el circuito reduce de forma efectiva el volumen si la señal es fuerte y lo aumenta cuando es más débil. En un receptor típico, la señal de control de retroalimentación generalmente se toma de la etapa del detector y se aplica para controlar la ganancia de las etapas del amplificador de frecuencia intermedia o de radiofrecuencia.

## Funcionamiento
La señal cuya ganancia se va a controlar (la salida del detector en una radio) se conecta a un diodo y un condensador, que producen un voltaje de CC que sigue al pico. Esta corriente alimenta a su vez a los bloques de ganancia de radiofrecuencia para alterar su polarización, ajustando así su ganancia. Tradicionalmente, todas las etapas controladas por ganancia venían antes de la detección de la señal, pero también es posible mejorar el control de ganancia agregando una etapa después de la detección de la señal.

## Utilización

### Receptores de radio AM
En 1925, Harold Alden Wheeler inventó el control automático de volumen (CAV) y obtuvo una patente. Karl Küpfmüller publicó un análisis de los sistemas de controla automático de ganancia en 1928. A principios de la década de 1930, la mayoría de los nuevos receptores de transmisión comerciales incluían control automático de volumen.
El CAG implica modificar la linealidad en los receptores de radio de onda media. Sin este sistema, uno de estos receptores tendría una relación lineal entre la amplitud de la señal y la forma de onda del sonido; la amplitud del sonido, que se correlaciona con el volumen, es proporcional a la amplitud de la señal de radio, porque el contenido de información de la señal es transportado por los cambios de amplitud de la onda portadora. Si el circuito no fuera bastante lineal, la señal modulada no podría recuperarse con una fidelidad razonable. Sin embargo, la fuerza de la señal recibida variará ampliamente, dependiendo de la potencia y la distancia del transmisor y la atenuación de la ruta de la señal. El circuito evita que el nivel de salida del receptor fluctúe demasiado al detectar la intensidad general de la señal y ajustar automáticamente la ganancia del receptor para mantener el nivel de salida dentro de un rango aceptable. Para una señal muy débil, el circuito ajusta el receptor a la máxima ganancia; mientras que a medida que aumenta la señal, la reduce.
Normalmente, no es conveniente ampliar la ganancia directamente sobre las señales de radiofrecuencia más débiles en el receptor, ya que posiblemente se empeore la relación señal/ruido y se produzca un bloqueo; por lo que la mayor parte de los diseños reducen la ganancia solo para señales más fuertes.
Dado que el diodo detector de AM produce un voltaje de corriente continua proporcional a la intensidad de la señal, este voltaje se puede retroalimentar a las etapas anteriores del receptor para reducir la ganancia. Se requiere una red de filtro para que los componentes de audio de la señal no influyan de manera apreciable en la ganancia; esto evita el "aumento de modulación" que aumenta la profundidad de modulación efectiva de la señal, distorsionando el sonido. Los receptores de comunicaciones pueden tener sistemas de control automático del volumen más complejos, que incluyen etapas de amplificación adicionales, diodos detectores de ganancia separados, diferentes constantes de tiempo para las bandas de transmisión y de onda corta, y aplicación de diferentes niveles de voltaje a diferentes etapas del receptor para evitar la distorsión y la modulación cruzada. El diseño del sistema de control automático del volumen tiene un gran efecto en la usabilidad del receptor, las características de sintonización, la fidelidad del audio y el comportamiento en caso de sobrecarga y señales fuertes.
Los receptores de FM, a pesar de que incorporan etapas de limitación y detectores que son relativamente insensibles a las variaciones de amplitud, aún se benefician del control automático de ganancia para evitar la potencial sobrecarga generada por señales demasiado fuertes.

### Radar
Una aplicación relacionada del CAG forma parte de los sistemas de radar, como un método para eliminar ecos parásitos no deseados. Este método se basa en el hecho de que los retornos de ecos parásitos superan con creces los ecos de los objetivos de interés. La ganancia del receptor se ajusta automáticamente para mantener un nivel constante de ecos de fondo. Si bien esto no ayuda a detectar objetivos enmascarados por las señales circundantes más fuertes, sí ayuda a distinguir el origen de los ecos más fuertes generados por posibles objetivos. En el pasado, el sistema de ganancia del radar se controlaba electrónicamente y afectaba a la ganancia de todo el receptor. A medida que evolucionaron los radares, el sistema de ganancia pasó a ser controlado por programas de ordenador, lo que permitió el análisis de grupos de células de detección específicas. Muchas contramedidas de radar utilizan el control automático de ganancia de un radar para engañarlo, al "ahogar" la señal real emitiendo una imitación de la misma, ya que el sistema considerará la señal más débil (la verdadera) como una señal circundante en relación con la señal simulada más fuerte.

### Audio Video
Una cinta de audio genera una cierta cantidad de ruido. Si el nivel de la señal en la cinta es bajo, el ruido es más prominente, es decir, la relación señal-ruido es menor de un límite que permita una audición aceptable. Para producir una grabación con menos ruido, el nivel de grabación debe establecerse lo más alto posible sin que sea tan alto como para recortar o distorsionar la señal. En la grabación profesional de alta fidelidad, el nivel se establece manualmente mediante un medidor de lectura de picos. Cuando la alta fidelidad no es un requisito, un circuito de CAG puede establecer un nivel de grabación adecuado que reduce la ganancia a medida que aumenta el nivel de señal promedio. Esto permite realizar una grabación utilizable incluso cuando se habla a cierta distancia del micrófono de una grabadora de audio. Se aplican consideraciones similares con los sistemas de vídeo.
Una posible desventaja es que al grabar sonidos con pasajes silenciosos y fuertes, como la música clásica, el CAG tenderá a hacer que los pasajes silenciosos sean más fuertes y los pasajes fuertes más silenciosos, comprimiendo el rango dinámico; el resultado puede ser una calidad musical reducida si la señal no se vuelve a expandir durante la reproducción, como en un sistema de compansión.
Algunas grabadoras de bobina abierta y pletinas de casete incluyen circuitos de control automático de ganancia, pero los utilizados en alta fidelidad generalmente no lo hacen.
La mayoría de los circuitos de video usan la amplitud del pulso de supresión vertical para operar el CAG. Los esquemas de control de copia de video como Macrovision se valen de este hecho, insertando picos en la señal que serán ignorados por la mayoría de los televisores, pero que hacen que el control de ganancia automático de una videograbadora corrija y corrompa la grabación.

### Vogad
Un dispositivo de ajuste de ganancia operado por voz o un dispositivo de ajuste de ganancia operado por volumen (vogad) es un tipo de CAG o compresor que controla la amplificación de un micrófono. Suele utilizarse en transmisores de radio para evitar la sobremodulación y reducir el rango dinámico de la señal, lo que permite incrementar la potencia media transmitida. En telefonía, este dispositivo toma una amplia variedad de amplitudes de entrada y produce una amplitud de salida generalmente consistente.
En su forma más simple, un limitador puede consistir en un par de diodos de fijación adosados, que simplemente derivan el exceso de amplitud de la señal a tierra cuando se excede el umbral de conducción del diodo. Este enfoque simplemente recortará la parte superior de las señales más potentes, lo que generará altos niveles de distorsión.
Si bien los limitadores de corte se utilizan a menudo como una forma de protección definitiva contra la sobremodulación, un circuito de vogad diseñado correctamente controla activamente la cantidad de ganancia para optimizar la profundidad de modulación en tiempo real. Además de prevenir la sobremodulación, aumenta el nivel de las señales más débiles para evitar la submodulación, que puede conducir a una mala recepción de la señal en condiciones ruidosas, por lo que este sistema es particularmente importante para aplicaciones de voz como los radioteléfonos.
Un buen circuito vogad debe tener un tiempo de ataque muy rápido, de modo que una señal de voz alta inicial no provoque un estallido repentino de modulación excesiva. En la práctica, el tiempo de ataque será de unos pocos milisegundos, por lo que a veces todavía se necesita un limitador de corte para captar la señal en estos picos cortos. Por lo general, se emplea un tiempo de caída mucho más largo, de modo que la ganancia no se incremente demasiado rápido durante las pausas normales en el habla natural. Un tiempo de decaimiento demasiado corto conduce al fenómeno de "respiración", donde el nivel de ruido de fondo aumenta en cada intervalo del habla. Los circuitos de Vogad normalmente se ajustan de modo que a niveles bajos de entrada la señal no se refuerce completamente, sino que sigue una curva de refuerzo lineal. Esto funciona bien con micrófonos con cancelación de ruido.

### Grabación telefónica
Los dispositivos para grabar ambos lados de una conversación telefónica deben grabar tanto la señal relativamente grande del usuario local como la señal mucho más débil del usuario remoto a un volumen comparable. Algunos dispositivos de grabación de teléfonos incorporan control automático de ganancia para producir grabaciones de calidad aceptable.

### Biología
Como ocurre con muchos conceptos que se encuentran en la ingeniería, el control automático de ganancia también se encuentra en los sistemas biológicos, especialmente en los sistemas sensoriales. Por ejemplo, en el sistema visual de los vertebrados, la dinámica del calcio en los fotorreceptores retinianos ajusta la ganancia para adaptarse a los niveles de luz. Una vez en el sistema visual, se piensa que las células del área visual primaria (V1) se inhiben mutuamente, provocando la normalización de las respuestas al contraste, una forma de control automático de ganancia. De manera similar, en el sistema auditivo, las neuronas eferentes olivococleares son parte de un circuito de control de ganancia biomecánico.

## Tiempos de recuperación
Como en todos los sistemas de control automático, la dinámica temporal del funcionamiento puede ser importante en muchas aplicaciones. Algunos sistemas reaccionan lentamente a la necesidad de cambios de ganancia, mientras que otros pueden reaccionar muy rápidamente. Un ejemplo de una aplicación en la que se requiere un tiempo de recuperación rápido es en los receptores utilizados en las comunicaciones de código Morse, donde es necesario el llamado funcionamiento de irrupción completa o QSK para permitir que las estaciones receptoras interrumpan a las estaciones emisoras entre señales (por ejemplo, entre la emisión de puntos y rayas).